# Eric Lauritzen
Carl Eric Lauritzen, född 6 juli 1900 i Kristiania (nuvarande Oslo), död 2 december 1961 i Göteborg, var en norsk-svensk målare.
Lauritzen var som konstnär autodidakt och bedrev självstudier under resor till bland annat Tyskland och Amerika. Hans konst består till stor del av vilda fyrfotadjur och fåglar insatta i landskapsmålningar.